# Capital Mundial da Arquitetura

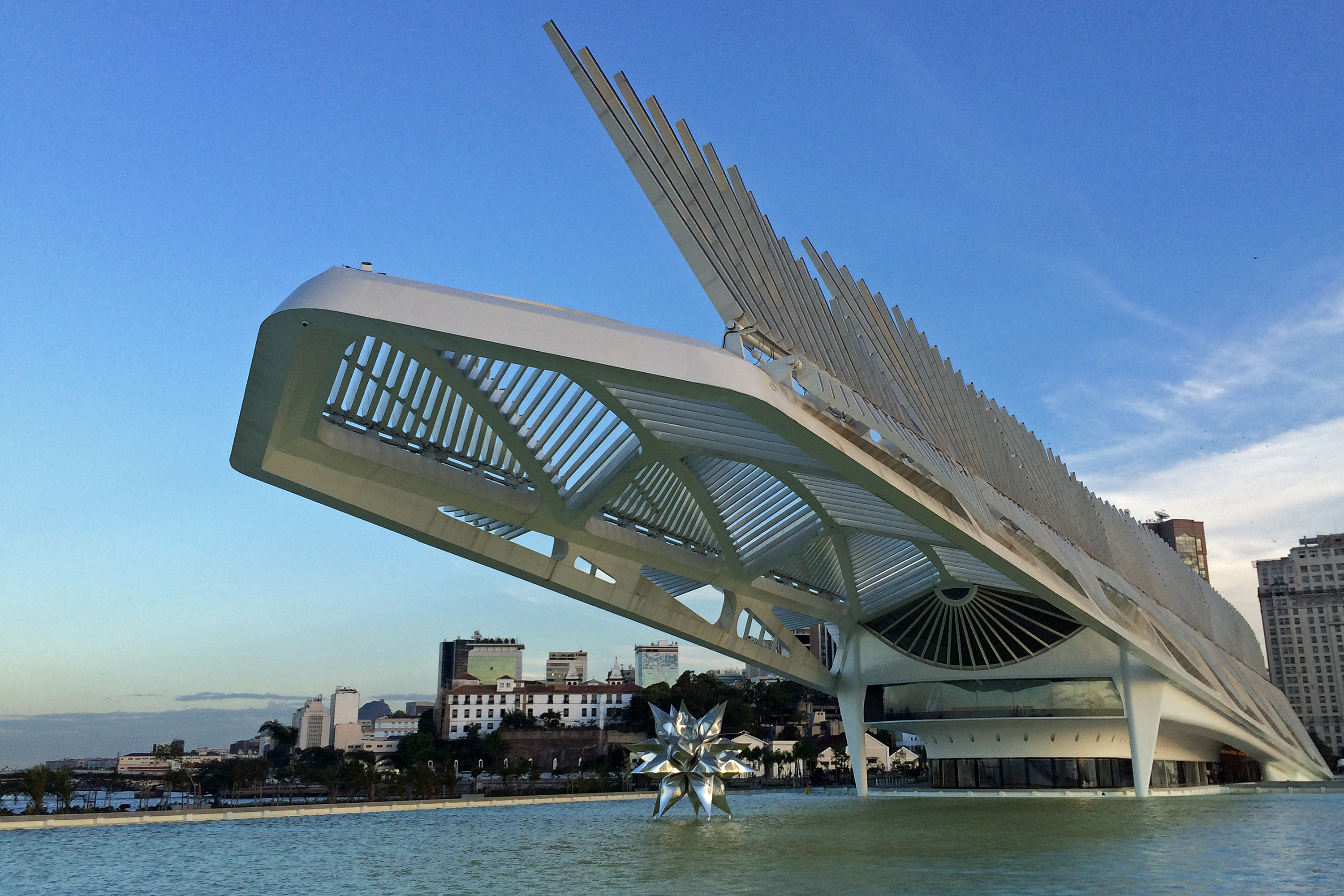
Museu do Amanhã no Rio de Janeiro, Brasil.

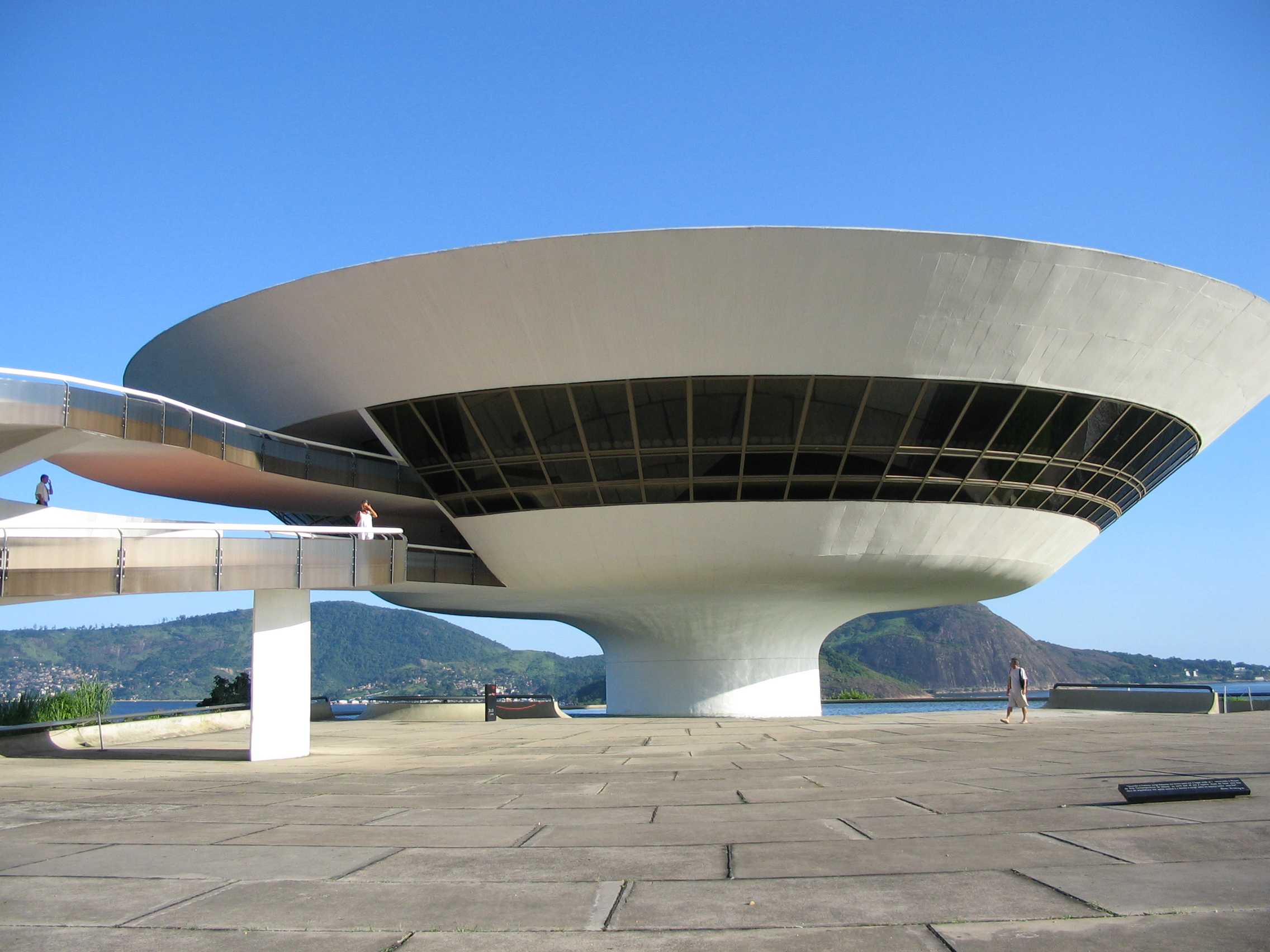
Museu de Arte Contemporânea de Niterói, Rio de Janeiro, Brasil.

A Capital Mundial da Arquitetura é um título criado em 2018 numa parceria da Organização das Nações Unidas para a Educação, a Ciência e a Cultura (UNESCO) com a União Internacional de Arquitetos (UIA). A iniciativa visa preservar o patrimônio arquitetônico no contexto urbano.
A cidade do Rio de Janeiro, no Brasil, é a primeira Capital Mundial da Arquitetura durante o ano de 2020. Com a designação recebida no dia 17 de janeiro de 2019, a cidade fica responsável pela organização do Congresso Mundial da União Internacional dos Arquitetos, a realizar-se entre 19 e 26 de julho de 2020.

## Lista
- 2020:  Rio de Janeiro
- 2023:  Copenhague
- 2026:  Barcelona[3]